# 269

## Evenimente
- Bătălia de la Naissus (Iugoslavia). Cladius al II-lea Gothicus îi învinge pe goții și herulii care invadaseră Peninsula Balcanică.